# Quận Summers, West Virginia
Quận Summers là một quận thuộc tiểu bang West Virginia, Hoa Kỳ. Theo điều tra dân số năm 2000 của Cục điều tra dân số Hoa Kỳ, quận có dân số 12.999 người 2. Quận lỵ đóng ở Hinton 6. Quận được lập ngày 27/2/1871 từ các quận Fayette, Greenbrier, Mercer và Monroe và được đặt tên theo George W. Summers (1804-1868).

## Địa lý
Theo Cục điều tra dân số Hoa Kỳ, quận có tổng diện tích 952 km2, trong đó có 17 km2 là diện tích mặt nước.

### Xa lộ
- Interstate 64
- West Virginia Route 3
- West Virginia Route 12
- West Virginia Route 20

### Quận giáp ranh
- Quận Greenbrier (đông bắc)
- Quận Monroe (đông)
- Quận Mercer (tây nam)
- Quận Raleigh (tây)
- Quận Fayette (tây bắc)
- Quận Giles, Virginia (nam tây nam)(qua hồ Bluestone)

## Thông tin nhân khẩu
Theo điều tra dân số 2 năm 2000, quận đã có dân số 12.999 người, 5.530 hộ gia đình, và 3.754 gia đình sống trong quận hạt. Mật độ dân số là 36 người trên một dặm vuông (14/kmТВ). Có 7.331 đơn vị nhà ở với mật độ trung bình 20 trên một dặm vuông (8/kmТВ). Cơ cấu dân tộc của cư dân sinh sống ở quận này bao gồm 96,57% người da trắng, 2,15% da đen hay Mỹ gốc Phi, 0,25% người Mỹ bản xứ, 0,09% châu Á, Thái Bình Dương 0,04%, 0,10% từ các chủng tộc khác, và 0,79% từ hai hoặc nhiều chủng tộc. 0,55% dân số là người Hispanic hay Latino thuộc một chủng tộc nào. Có 5.530 hộ, trong đó 25,70% có trẻ em dưới 18 tuổi sống chung với họ, 53,80% là đôi vợ chồng sống với nhau, 10,00% có nữ hộ và không có chồng, và 32,10% là không lập gia đình. 29,10% hộ gia đình đã được tạo ra từ các cá nhân và 14,40% có người sống một mình 65 tuổi hoặc cao tuổi hơn. Cỡ hộ trung bình là 2,32 và cỡ gia đình trung bình là 2,84.
Trong quận, dân số đã được trải ra với 20,50% dưới độ tuổi 18, 7,50% 18-24, 24,70% 25-44, 27,30% từ 45 đến 64, và 19,90% từ 65 tuổi trở lên đã được những người. Độ tuổi trung bình là 43 năm. Đối với mỗi 100 nữ có 95,60 nam giới. Đối với mỗi 100 nữ 18 tuổi trở lên, đã có 93,00 nam giới.
Thu nhập trung bình cho một hộ gia đình trong đã đạt mức USD 21.147, và thu nhập trung bình cho một gia đình là USD 27.251. Phái nam có thu nhập trung bình USD 27.485 so với 18.491 USD của phái nữ. Thu nhập bình quân đầu người là 12.419 USD. 24,40% dân số và 20,30% của các gia đình sống dưới mức nghèo khổ. Trong tổng dân số, 34,30% những người dưới độ tuổi 18 và 14,50% của những người 65 tuổi trở lên đang sống dưới mức nghèo khổ.